# 劳伦斯·霍兰
劳伦斯·霍兰，美国电子游戏设计师，已结业公司Totally Games的创始人。他最知名的作品是卢卡斯艺术出版的「《Star Wars: X-Wings》系列」。2009年，IGN将传主列出史上百大游戏创作人榜单。